# Aeschynanthus obovatus
Aeschynanthus obovatus är en tvåhjärtbladig växtart som beskrevs av Charles Baron Clarke. Aeschynanthus obovatus ingår i släktet Aeschynanthus och familjen Gesneriaceae. Inga underarter finns listade i Catalogue of Life.